# Шкода карок
Шкода карок (чеш. Škoda Karoq) је долазећи градски кросовер чешког произвођача аутомобила Шкода, који ће заменити модел јети од 2017. године.
Званичну презентацију ће имати на салону аутомобила у Франкфурту септембра 2017. године. Заснована је на MQB механичкој платформи Фолксваген групе, као и тигуан и атека. На располагању ће бити верзије са предњим и са погоном на сва четири точка, а снага ће се преносити путем мануелног или аутоматизованог ДСГ мењача са дуплим квачилом.
Назив карок је настао комбинацијом двеју речи из језика домородаца са Аљаске kaa’raq, што значи аутомобил и ruq, што у преводу значи стрела.